# Dracula

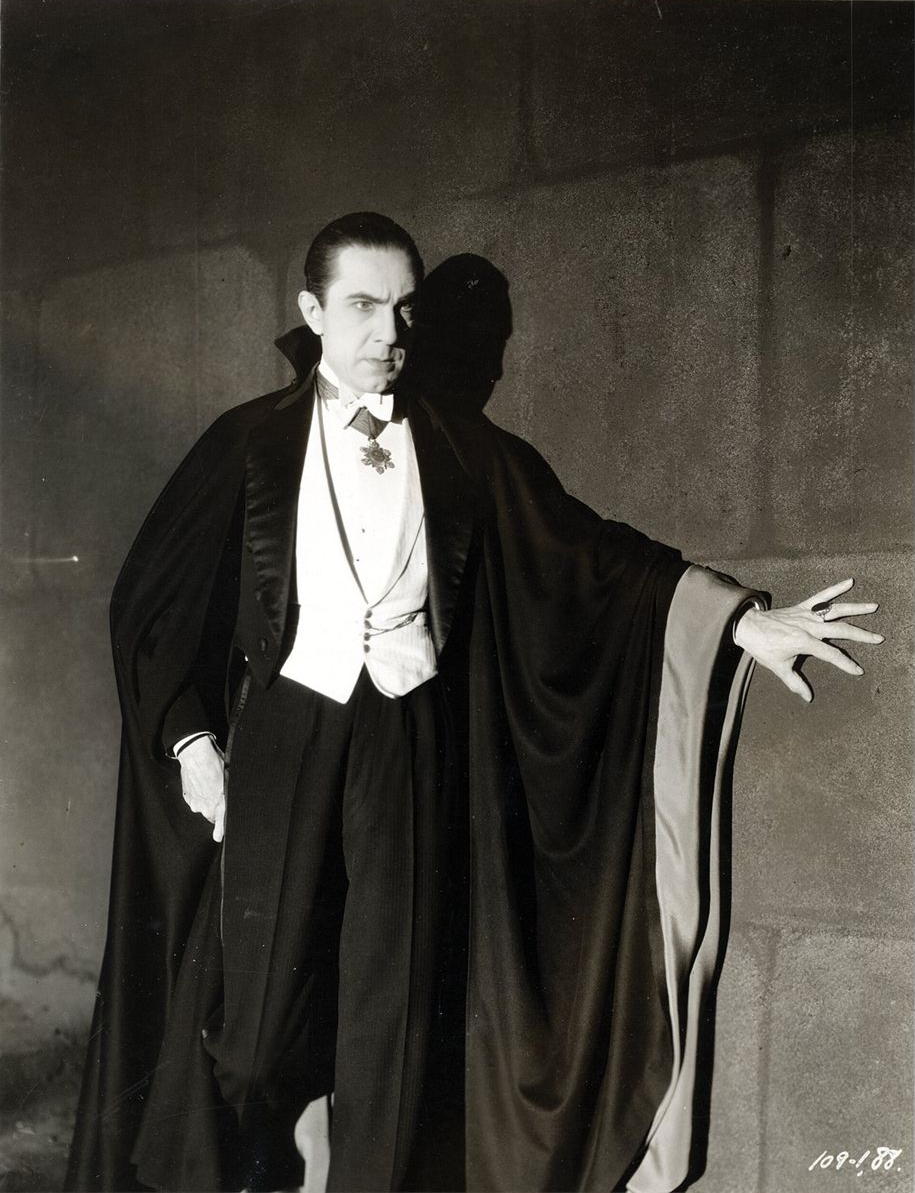
Bela Lugosi är en av många skådespelare som gestaltat Dracula.

Dracula är en skräckroman från 1897 av den irländske författaren Bram Stoker, där den huvudsakliga antagonisten är vampyren Greve Dracula. Dracula har sedan gestaltats i en rad filmer, däribland i stumfilmen Nosferatu (1922), Mysteriet Dracula (1931) och Bram Stokers Dracula (1992). Till de mest framträdande gestaltarna hör Bela Lugosi, Christopher Lee och Gary Oldman. Den har dessutom givits ut i omskrivna versioner flera gånger.

## Handling
Jonathan Harker blir skickad till Transsylvanien av sin advokatfirma för att bistå deras nya klient, greve Dracula, som önskar att bosätta sig i England. Resan är lång och farofylld, och han blir ständigt varnad av okända människor ju längre österut han reser. Väl framme blir han grevens fånge, och först då inser han grevens övernaturliga väsen och hans planer för resan till England. Han måste fly borgen och stoppa Dracula innan det är för sent.
Efter många om och men lyckas han komma ifrån borgen, och läggs in på sjukhus i Ungern för hjärnfeber. När han har kommit dit är perspektivet inte längre bara Jonathans, utan nu börjar även hans fästmö Minas dagböcker att vävas in i handlingen. En efter en publiceras de andra figurerna: Minas vän Lucy introduceras med sin egen dagbok, liksom även doktor Seward, som friar till henne men nekas. Till slut blir boken närmast en dokumentsamling där dagböcker, memorandum och tidningsutklipp i kronologisk ordning utgör romanens handling.
Strukturen klargörs redan på den inledande sidan:
| ”                                                                         | Hur dessa papper har ordnats i följd kommer att framgå vid läsningen. Allt överflödigt har utelämnats, på det att en historia - som nära nog strider mot allt som enligt sentida uppfattningar ligger inom rimlighetens gräns - skall kunna framträda med stöd av enkla fakta. Det förekommer ingenstans återgivningar av tidigare händelser som kan ha förvanskats av minnet, utan alla här medtagna dokument är samtida och skrivna från de utgångspunkter och med de kunskaper som präglade författarna själva. | „ |
| – Inledningssidan, Dracula. Översatt av Berit Skogsberg, publicerad 1993. | |   |

Greven tar sig till England och smittar Lucy, som då förlovat sig med Arthur. Doktor Seward kallar in sin vän professor Van Helsing från Amsterdam, som kommer underfund med problemet. När Lucy väl dött måste han övertyga både Seward, Arthur och även amerikanen Quincey Morris, som också han friat till Lucy och inträder i handlingen, om vad som har hänt, och varför de måste halshugga Lucy i hennes grav och fylla hennes mun med vitlök, för att förhindra att hon går igen.
När detta väl har hänt börjar deras kamp för att besegra Dracula. Han inser faran och tar sig tillbaka mot Rumänien, där Jonathan, Mina - som nu också hon blivit smittad, Quincey, Arthur, Seward och Van Helsing tar upp jakten på honom för att till slut döda honom i hans kista alldeles nära hans slott. När Dracula dör tillfrisknar Mina, och romanen avslutas med en tillbakablick av Jonathan som där berättar att de fått barn.

## Svenska översättningar
- Stoker, Bram: Dracula (1967). Översättning Berit Skogsberg. Stockholm: AWE/Geber. Libris 2451104
- Stoker, Bram Dracula (1973). Översättning Eva Larsson. Illustrationer Rickard Lüsch. Stockholm: Lindblad. ISBN 91-32-11183-5
- Stoker, Bram: Dracula. (1980). Översättning och efterord av Sam J. Lundwall. Höganäs: Bra böcker. Libris 226445
- Stoker, Bram: Domarens hus och andra noveller (2006). Översättning Charlotte Hjukström. Lund: Bakhåll. ISBN 91-7742-252-X
- Stoker, Bram Dracula (2008). Översättning Maila Hämäläinen. Umeå: h:ström-Text & kultur. ISBN 978-91-7327-018-2

## Filmatiseringar i urval
- Nosferatu (1922), tysk film i regi av F.W. Murnau med Max Schreck i rollen som vampyren.
- Mysteriet Dracula (1931), amerikansk film i regi av Tod Browning med Bela Lugosi i titelrollen.
- I Draculas klor (1958), brittisk film i regi av Terence Fisher med Christopher Lee i titelrollen som Dracula.
- Nosferatu – nattens vampyr (1979), tysk film i regi av Werner Herzog med Klaus Kinski i rollen som greve Dracula.
- Greve Dracula (1979), brittisk-amerikansk film i regi av John Badham med Frank Langella i titelrollen.
- Bram Stokers Dracula (1992), amerikansk film i regi av Francis Ford Coppola med Gary Oldman i titelrollen.